# Sinon
Sinon  var i græsk mytologi den græske kriger, der der overtalte trojanerne til at flytte Den trojanske hest inden for murerne. Han var søn af enten Aesimus eller Sisyfos.[kilde mangler]

## Mytologi
Sinon var en græsk kriger i den trojanske krig. Han foregav at have deserteret grækerne og – som en trojansk fange – fortalte trojanerne, at den store træhest, som grækerne havde efterladt, var ment som en gave til Guderne, for at sikre dem en sikker rejse hjem. Han fortalte dem, at hesten var skabt så stor, at trojanerne ikke ville være i stand til at flytte den ind i byen, fordi hvis de gjorde det, ville de være uovervindelige overfor den archeanske krig, som ville forekomme senere. Hans historie overbeviste trojanerne, fordi den indeholdt detaljer, samt en forklaring, der lød på, at han var blevet efterladt af Odysseus, som var hans fjende. Trojanerne flyttede den trojanske hest ind i byen, som var imod Kassandra og Laocoöns råd. Der gemte sig mange græske soldater indeni den trojanske hest, som – da natten faldt på – flygtede fra hesten og åbnede byporterne.